# الصهوة
الصهوة قرية سعودية تتبع مركز البيضاء التابع إداريًا لإمارة منطقة مكة المكرمة.

## وصف عام
تبعد القرية عن مركز البيضاء حوالي 10 كيلو متر تقريبًا، وذلك في إتجاه الجنوب، يصنف هذا الطريق على أنه طريق وعر، أقرب مدينة أو قرية بها مركز يقدم خدمات صحية هو أم الراكه والذي يبعد عن القرية 25 كم. خدمات التعليم: يوجد في القرية مدرسة ابتدائية لتعليم القران الكريم للذكور والإناث. كما يوجد في القرية مركز بريد.